# Maxdorf
Maxdorf település Németországban, Rajna-vidék-Pfalz tartományban. Lakosainak száma 7224 fő (2023. december 31.). Maxdorf Ruccheim községgel határos.

## Népesség
A település népességének változása:
| Lakosok száma | 4807 | 7216 | 7218 | 7177 | 7225 | 7224 |
|               | 1975 | 2017 | 2019 | 2021 | 2022 | 2023 |